# 3 (banda)
3 (Three) foi uma banda de rock progressivo formada em 1988 pelos ex-integrantes da banda Emerson, Lake & Palmer, Keith Emerson (teclados) e Carl Palmer (bateria), e que contava também nos vocais e no baixo com o californiano Robert Berry.
O grupo lançou apenas um álbum, To the Power of Three, terminando após o lançamento. Em 1992, Emerson e Palmer se reuniriam novamente com Greg Lake para a volta da formação original de Emerson, Lake & Palmer e lançar Black Moon.
A banda fez algumas apresentações com o nome "Emerson and Palmer" (com a presença de Berry mas sem ser creditado) na festa de aniversário de 40 anos da Atlantic Records no mesmo ano, televisionado pela HBO.

## Integrantes
- Keith Emerson - teclado
- Carl Palmer - bateria
- Robert Berry - vocal, baixo e guitarras

## Discografia
- To the Power of Three (1988)